# Аланское сельское поселение
Аланское се́льское поселе́ние — муниципальное образование в Тюлячинском районе Татарстана Российской Федерации.
Административный центр — село Алан.

## История
Статус и границы сельского поселения установлены Законом Республики Татарстан от 31 января 2005 года № 43-ЗРТ «Об установлении границ территорий и статусе муниципального образования "Тюлячинский муниципальный район" и муниципальных образований в его составе».

## Население
| 2010 | 2011  | 2012  | 2013  | 2014 | 2015 | 2016 |
| ---- | ----- | ----- | ----- | ---- | ---- | ---- |
| 1016 | ↗1017 | ↘1009 | ↘1005 | ↘995 | ↗998 | ↘977 |
| 2017 | 2018  |       |       |      |      |      |
| ↘947 | ↘937  |       |       |      |      |      |

## Состав сельского поселения
| № | Населённый пункт | Тип населённого пункта       | Население |
| - | ---------------- | ---------------------------- | --------- |
| 1 | Алан             | село, административный центр | ↘483      |
| 2 | Балыклы          | село                         | ↗307      |
| 3 | Ключище          | деревня                      | →8        |
| 4 | Кукча            | село                         | ↘195      |